# Smørrebrød
El smørrebrød (trad. del danés: pan con manteca) es uno de los platos más característicos de la cocina danesa. El plato consiste en una rebanada de pan negro con mantequilla y diversos ingredientes fríos que se ponen a disposición del comensal. Se trata de una especie de buffet servido al mediodía muy al estilo de la cocina danesa. Su versión noruega se denomina smørbrød y, en sueco, smörgås.

## Características
El smørrebrød se compone generalmente de rebanadas de pan de centeno, o de diversos cereales (similar al pumpernickel) y diversas fuentes con mantequilla, todo ello acompañado con diferentes ingredientes, que pueden ser: pescado, queso en rebanadas, salchichas (en ocasiones una pølser), carne o huevos (cocido, huevo frito, etc.), salsas de diferentes estilos, etc. El número de ingredientes está limitado sólo a la imaginación de los comensales y a la disponibilidad de los mismos.